# Дили
Дили (тетум и порт. Dili) је главни град државе Источни Тимор, и локалног дистрикта. По подацима из 2010. град без предграђа има 193.563 становника, а са предграђима укључујући и рурална подручја 234.331. То је најважнији привредни центар Источног Тимора. У граду се налази Национални универзитет (Universidade Nasionál Timór Lorosa'e) и седиште римокатоличког бискупа Дилија. Главни и службени језик народа је тетум, аустронежански језик који је претрпео јак утицај португалског језика. Португалски је такође званични језик. Енглески и индонежански језик имају статус пословних језика. Има укупно око 16 аутохтоних језика, од којих говори велики број људи Тетум, Галоле...

## Географија
Дили се налази на северу острва Тимор, које припада групи Малих Сундских острва у Малајском архипелагу. Град лежи у теснацу Омбаи. Заузима површину од 48.268 km². То је седиште управе општине Дили, која је административни ентитет ове области и обухвата острво Атауро и неке градове у близини града Дили. Општина има изабраног градоначелника и веће.

### Клима
Дили има тропску влажну и суву климу под Кепеновом класификацијом климата. Зими је пуно мање падавина него лети. Просечна годишња температура у Дилију је 27,5° C. Падавине су овде у просеку 847 mm. Најсушнији месец је август, са 11 mm кише. Већина падавина пада у јануару, са просеком од 136 mm. Новембар је најтоплији месец у години. Температура у новембру износи 28,6° C. У августу је просечна температура 26,2° C. То је најнижа просечна температура целе године. Постоји разлика од 125 mm падавина између најсушнијих и најхладнијих месеци. Просечне температуре варирају током године за 2.4° C.
| Клима Дилија (1914-1963)      | Клима Дилија (1914-1963) | Клима Дилија (1914-1963) | Клима Дилија (1914-1963) | Клима Дилија (1914-1963) | Клима Дилија (1914-1963) | Клима Дилија (1914-1963) | Клима Дилија (1914-1963) | Клима Дилија (1914-1963) | Клима Дилија (1914-1963) | Клима Дилија (1914-1963) | Клима Дилија (1914-1963) | Клима Дилија (1914-1963) | Клима Дилија (1914-1963) |
| Показатељ \ Месец             | .Јан.                    | .Феб.                    | .Мар.                    | .Апр.                    | .Мај.                    | .Јун.                    | .Јул.                    | .Авг.                    | .Сеп.                    | .Окт.                    | .Нов.                    | .Дец.                    | .Год.                    |
| ----------------------------- | ------------------------ | ------------------------ | ------------------------ | ------------------------ | ------------------------ | ------------------------ | ------------------------ | ------------------------ | ------------------------ | ------------------------ | ------------------------ | ------------------------ | ------------------------ |
| Апсолутни максимум, °C (°F)   | 36,0 (96,8)              | 35,5 (95,9)              | 36,6 (97,9)              | 36,0 (96,8)              | 35,7 (96,3)              | 36,5 (97,7)              | 34,1 (93,4)              | 35,0 (95)                | 34,0 (93,2)              | 34,5 (94,1)              | 36,0 (96,8)              | 35,5 (95,9)              | 36,6 (97,9)              |
| Максимум, °C (°F)             | 31,3 (88,3)              | 31,1 (88)                | 31,2 (88,2)              | 31,5 (88,7)              | 31,3 (88,3)              | 30,7 (87,3)              | 30,2 (86,4)              | 30,1 (86,2)              | 30,3 (86,5)              | 30,5 (86,9)              | 31,4 (88,5)              | 31,1 (88)                | 30,9 (87,6)              |
| Просек, °C (°F)               | 27,7 (81,9)              | 27,6 (81,7)              | 27,4 (81,3)              | 27,4 (81,3)              | 27,0 (80,6)              | 26,8 (80,2)              | 25,5 (77,9)              | 25,1 (77,2)              | 25,4 (77,7)              | 26,0 (78,8)              | 27,2 (81)                | 27,4 (81,3)              | 26,6 (79,9)              |
| Минимум, °C (°F)              | 24,1 (75,4)              | 24,1 (75,4)              | 23,5 (74,3)              | 23,5 (74,3)              | 22,8 (73)                | 21,9 (71,4)              | 20,8 (69,4)              | 20,1 (68,2)              | 20,5 (68,9)              | 21,5 (70,7)              | 23,0 (73,4)              | 23,6 (74,5)              | 22,4 (72,3)              |
| Апсолутни минимум, °C (°F)    | 19,0 (66,2)              | 16,2 (61,2)              | 16,5 (61,7)              | 18,2 (64,8)              | 13,2 (55,8)              | 14,5 (58,1)              | 12,4 (54,3)              | 11,8 (53,2)              | 13,4 (56,1)              | 16,1 (61)                | 18,0 (64,4)              | 16,7 (62,1)              | 11,8 (53,2)              |
| Количина кише, mm (in)        | 139,5 (5,492)            | 138,7 (5,461)            | 132,7 (5,224)            | 104,3 (4,106)            | 74,9 (2,949)             | 58,4 (2,299)             | 20,1 (0,791)             | 12,1 (0,476)             | 9,0 (0,354)              | 12,8 (0,504)             | 61,4 (2,417)             | 144,9 (5,705)            | 908,8 (35,778)           |
| Дани са кишом (≥ 1.0 mm)      | 13                       | 13                       | 11                       | 9                        | 6                        | 4                        | 3                        | 1                        | 1                        | 2                        | 6                        | 11                       | 80                       |
| Релативна влажност, %         | 80                       | 82                       | 80                       | 77                       | 75                       | 72                       | 71                       | 70                       | 71                       | 72                       | 73                       | 77                       | 75                       |
| Сунчани сати — месечни просек | 189,1                    | 161,0                    | 235,6                    | 234,0                    | 266,6                    | 246,0                    | 272,8                    | 291,4                    | 288,0                    | 297,6                    | 270,0                    | 220,1                    | 2.972,2                  |
| Сунчани сати — дневни просек  | 6,1                      | 5,7                      | 7,6                      | 7,8                      | 8,6                      | 8,2                      | 8,8                      | 9,4                      | 9,6                      | 9,6                      | 9,0                      | 7,1                      | 8,1                      |
| Извор: Deutscher Wetterdienst |                          |                          |                          |                          |                          |                          |                          |                          |                          |                          |                          |                          |                          |

## Историја
Дили је назван по тропском воћу. Ову реч су Португалци чули од локалних становника када су у 16. веку први пут стигли до залива Дили. Португалци су ово место 1769. прогласили главним градом својих поседа на острву Тимор. Исте године, гувернер Антонио Жозе Телес де Менезес је почео изградњу насеља. Дили је добио статус града 1864. Током Другог светског рата Португал и њене колоније су остале неутралне, али су савезници видели Источни Тимор као потенцијални циљ за јапанску инвазију, а аустралијске и холандске снаге на кратко окупирале острво 1941. године. У ноћи 19. фебруара 1942. Јапанци су напали с силом од око 20.000 људи и окупирали су Дили пре него што се проширио преко остатка колоније. Дана 26. септембра 1945. године, Јапан је званично вратио контролу острва.
Португалска колонијална владавина је окончана 1975, од када је власт преузела Индонезија. Град је 1999. страдао у нередима и намерно изазваним пожарима после референдума о независности на Источном Тимору. Због тога су интервенисале аустралијске и међународне мировне трупе. 1999. године, Источни Тимор је стављен под надзор УН-а. Дана 20. маја 2002. Дили је постао главни град независног Источног Тимора.

## Становништво
| Година       |
| Становништво |
| ------------ |

Број становника је у сталном порасту. Између 2001. и 2004. године становништво округа Дили порасло је за 12,58%, са само 54% становника округа рођених у граду. Становништво се састоји од неколико различитих етничких група, од којих већина има мешовито малајско-полинезијски порекло и меланезијско-папуанско. Највећа малезијско-полинезијска група су Тетум (100.000), који живе око Дилија.

### Религија
Римокатолици 90%, муслимани 4%, протестанти 3%, хиндуисти 0,5%.

### Здравство
Покривеност имунизације Источног Тимора је међу најсиромашнијима у Азији. Анкета о демографским и здравственим прегледима за 2009/2010. утврдила је да је покривеност вакцинацијом у урбаним подручјима, 47,7%, нижа него у руралним подручјима, на 54,1%. Град Дили, главни град Источног Тимора, имао је чак нижи ниво покривености (43,4%) од националног урбаног просека упркос високим стопама писмености и релативно добром приступу службама за имунизацију и комуникацијским медијима. Главни разлози за ниске стопе вакцинације у урбаним деловима Дилија укључују знање, ставове и перцепције неговатеља. Други важни фактори били су приступ услугама и информацијама, нарочито на периферији града, ставовима и пракси здравствених радника, страховима од нежељених ефеката, конфликтним приоритетима, великој величини породица, недостатку подршке мужева и сезонској миграцији.

## Привреда
Источни Тимор има економију у којој преовладавају нижи-средњи приходи. Држава наставља да трпи последице деценијама дуге борбе за независност од Индонезије. Последице те борбе су уништена инфраструктура и хиљаде расељених цивила. По HDI класификацији, ова држава заузима 162. место, друго најниже у Азији.

### Саобраћај
Дили је главна лука и центар трговине Источног Тимора, град има и међународни аеродром Presidente Nicolau Lobato са везама према Аустралији, Индонезији и Сингапуру.

## Партнерски градови
| Град      | Земља              | Година         |
| --------- | ------------------ | -------------- |
| Лисабон   | Португалија        | 2001           |
| Праја     | Зеленортска Острва | 2001           |
| Коимбра   | Португалија        | 2002           |
| Маргао    | Индија             | 2001           |
| Дарвин    | Аустралија         | Септембар 2003 |
| Амбон     | Индонезија         | Септембар 2003 |
| Макао     | Кина               | Јун 2002       |
| Окинава   | Јапан              | Новембар 2005  |
| Барцелона | Шпанија            | Јун 2008       |
| Сиднеј    | Аустралија         | Септембар 2010 |
| Манила    | Филипини           | Новембар 2011  |
| Камбера   | Аустралија         | Јун 2004       |